# ریخته‌گری گریز از مرکز
ریخته‌گری گریز از مرکز (به انگلیسی: Centrifugal Casting) یکی از روش‌های معمول در تولید لوله‌های فلزی است. در این روش از یک قالب چرخنده برای شکل‌دهی استفاده می‌شود. اغلب پروفیل لوله‌ها و به‌طور کلی اشکال تولید شده به این روش دایره‌ای هستند، ولی برای تولید پروفیل‌های شش‌گوش و متقارن کاربرد دارد. نخستین استفاده از این روش مربوط به اوایل قرن نوزدهم میلادی و کشور انگلستان است که در آن زمان برای تولید لوله‌های چدنی توسط Anthony Eckhard مورد استفاده قرار گرفت.

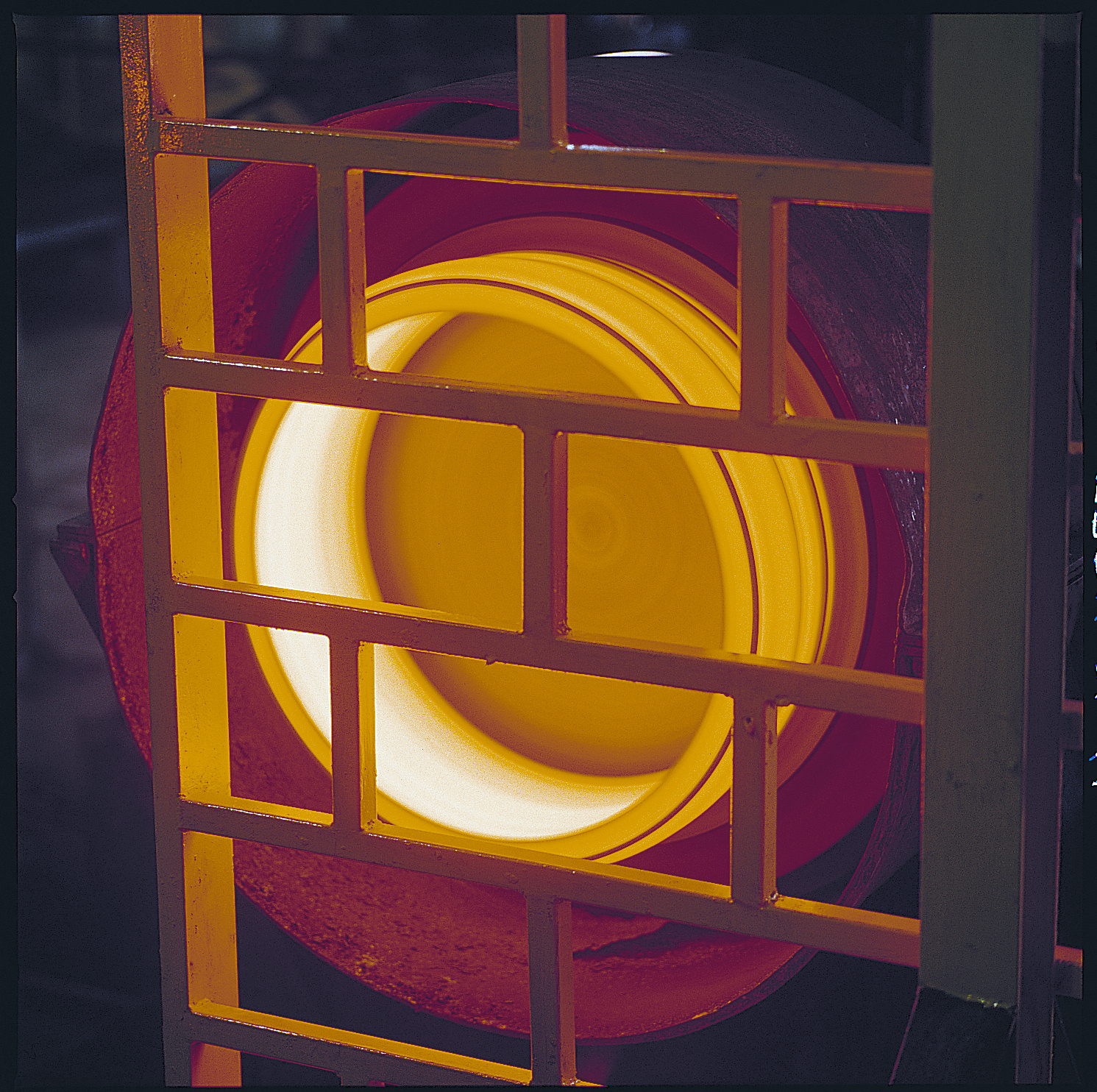
ریخته‌گری گریز از مرکز

## فرایند
در ابتدا فلز مذاب به درون قالب دوار ریخته می‌شود، سپس با توجه به وارد آمدن نیروی گریز از مرکز به فلز مذاب به سمت بیرونی قالب متمایل می‌شود. اکنون فرایند انجماد از دیوارهٔ قالب شروع می‌شود و این گونه نیروی گریز از مرکز با راندن مذاب به سمت دیواره قالب باعث شکل‌گیری انجماد و شکل‌دهی حلقوی به فلز می‌نماید. لازم است ذکر شود در این فرایند از هیچ‌گونه ماهیچه داخلی برای شکل‌دهی به مذاب استفاده نمی‌شود؛ همچنین با توجه به خاصیت فرایند در این روش برای ریخته‌گری مذاب از راهگاه هم استفاده نمی‌شود.
بدیهی است که ضخامت نهایی دیواره تولیدی هم تابعی از حجم مذاب اولیهٔ ورودی است. در این روش ریخته‌گری به خاطر عمل چرخش و اختلاف چگالی بین ناخالصی‌ها و مذاب فلز اصلی مورد نظر، ناخالصی‌ها همه روی سطح لوله جمع می‌شوند و به سادگی با یک ماشین‌کاری قابل برداشت می‌باشند. در فرایند ریخته‌گری برای تولید ضخامت‌های بالا یک تغییر کوچکی در فرایند به وجود می‌آید و آن این است که فرایند انجماد از هر دو سو، یعنی درون لوله به بیرون آن و بیرون به سمت درون شروع می‌شود و در این مورد چون احتمال به وجود آمدن مک کمی بالا می‌رود از هیترهایی جهت گرم‌کردن سطح داخلی استفاده می‌شود که این کار باعث می‌شود انجماد از بخش بیرونی شروع شود.

## شرح سیستم
در واقع سیستم از یک منبع ریختن مذاب، اریفیس (جهت جاری شدن تدریجی مذاب از منبع ریخته‌گری به قالب در حال چرخش)، قالب در حال چرخش، چرخ‌های گردانندهٔ قالب که هم در زیر و هم در روی آن هستند و یک موتور برای ایجاد توان لازم برای حرکات قالب.

## مزایا
1. تعداد قابل توجهی از اجزای استوانه‌ای را می‌توان با این روش تولید نمود
2. دقت ابعادی مناسبی دارد همچنین قطعه تولید شده از درستی و اعتبار خوبی برخوردار است
3. عدم نیاز به تمیزکاری پس از ریخته‌گری (البته اگر نیاز به شکل دقیقی وجود داشته باشد، قطعه به تمیزکاری نیاز پیدا می‌کند)
4. کاهش استفاده از ماهیچه‌گذاری و ایجاد راهگاه در ریخته‌گری
5. خواص مکانیکی بسیار خوبی را می‌توان در قطعات تولید شده به این روش یافت
6. عیب‌های به دام افتادن هوا و ایجاد حفره در این روش ریخته‌گری بسیار ناچیز است؛ علت اصلی این مسئله جدایش گازها به سبب سرعت دورانی می‌باشد.
7. به دلیل شکل‌گیری خوب دانه‌ها در سطح خارجی قطعه مقاومت به خوردگی (corrosion resistance) آن بسیار بالا می‌باشد.
8. امکان تولید قطعات با تیراژ بالا با راندمان ریخته‌گری بالا در حدود نود و پنج درصد.
9. امکان ریخته‌گری فلزات با وزن مخصوص بالا

## محدودیت‌ها و تلرانس

### محدودیت ضخامت و قطر
محدودهٔ ضخامت برای ریخته‌گری در این روش بین ۲٫۵ تا ۱۲۵ میلی‌متر می‌باشد که معدل است با محدودهٔ ۰٫۱ تا ۵ اینچ. قطر لوله‌های تولیدی با این روش معمولاً بین ۳ تا ۱۵ متر است (معادل با ۱۰ تا ۵۰ فوت).

## تلرانس و دقت نهایی
میزان تلرانس برای قطر داخلی و خارجی متفاوت بوده و به شرح زیر می‌باشد:
۱. تلرانس برای قطر خارجی در حدود ۲٫۵ میلی‌متر (معادل ۰٫۱اینچ) است.
۲. تلرانس برای قطر داخلی در حدود ۴ میلی‌متر (معادل ۰٫۱۵ اینچ) است.

## فلزات معمول
این روش ریخته‌گری برای فلزاتی همچون آهن، فولاد، فولاد زنگ‌نزن، آلیاژهای آلومینیوم، مس و نیکل کاربرد دارد.

## جزئیات و کاربردهای بیشتر
در اصل روش ریخته‌گری گریز از مرکز به سه روش کلی قابل انجام است:
1. ریخته‌گری گریز از مرکز کامل یا حقیقی، که در بالا ذکر شد.
2. ریخته‌گری نیمه گریز از مرکز (Semi Centrifugal Casting): این روش از سرعت چرخش کمتری نسبت به روش قبل برخوردار است و بر خلاف روش قبلی که یک قطعه با ضخامت یکسان تولید می‌کند، در این‌جا معمولاً قالب دارای حفراتی می‌باشد که سبب مخی‌شود قطعه ضخامت ثابتی در سراسر خود نداشته باشد. قالب‌ها در این روش از جنس ماسه ساخته می‌شوند و این روش معمولاً برای تولید قطعات دیسکی شکل کاربرد دارد.
3. ریخته‌گری گریز از مرکز یا سانتریفیوژ (Centrifuge Casting):در این روش هم معمولاً قالب حول یک محور دورانی قرار می‌گیرد و بعد با ریختن فلز مذاب به راهی که از محور می‌گذرد همراه با چرخش، مذاب وارد قالب شده و فرایند صورت می‌پذیرد (مشابه این روش برای شکل‌دهی زیورآلات ساخته شده از طلا کاربرد دارد).

خود روش ذکر شدهٔ ریخته‌گری گریز از مرکز به دو صورت افقی و عمودی قابل انجام است که البته برای تولید لوله‌های فلزی از روش افقی آن استفاده می‌شود. نکتهٔ قابل ذکر دیگر این است که برای تولید ضخامت کمتر در این روش ریخته‌گری با توجه به وجود نیروی گریز از مرکز می‌توان از بالا بردن سرعت قالب چرخان استفاده نمود (در واقع سرعت قالب مانند یک ابزار کنترلی در دست ما برای تعیین ضخامت است).

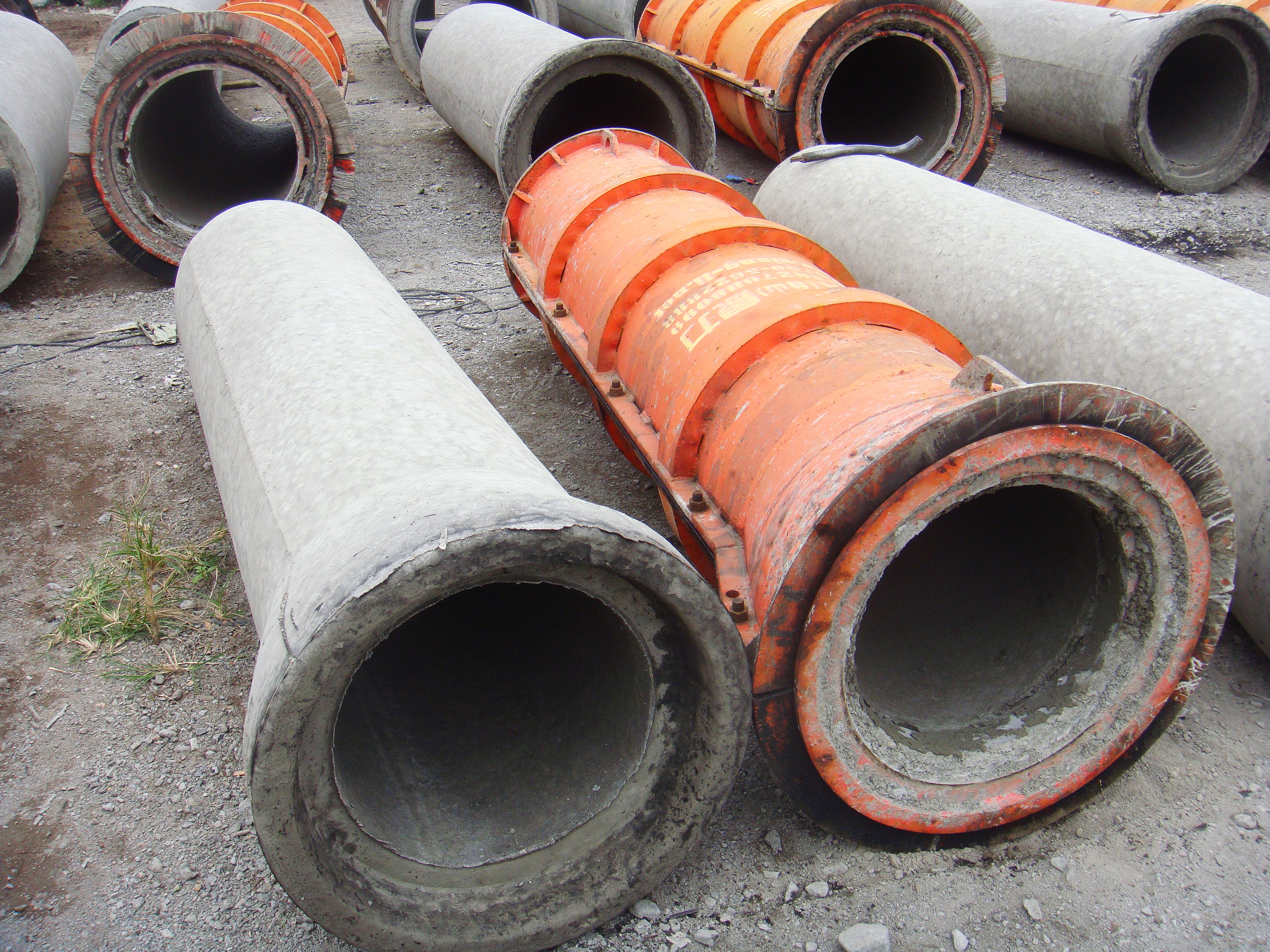

## کاربردها
این روش همچنین برای تولید قطعات کمپرسورهای به کار رفته در موتورجت، لوله‌های کوره‌های صنایع پتروشیمی، صنایع نظامی، دیگ‌های بخار، نازل‌ها، چرخدنده‌ها، چرخ‌ها، بوش، آستر سیلندر موتور ورینگ‌های یاتاقان کاربرد دارد.

## عیوب معمولی که در این روش رخ می‌دهد
ترک‌خوردگی، چروک‌شدن سطح لوله، بریدگی لوله، تردی لوله، ساچمه‌ای شدن سطح لوله، حفره‌های نشتی یا سوراخ‌شدن سطح لوله، فشردگی بیش از حد مذاب به دلیل بالا بودن میزان دور (سرعت) دستگاه و ریزش مذاب به دلیل پایین بودن سرعت چرخش قالب از جمله عیوب معمولی هستند که ممکن است در این روش ریخته‌گری مشاهده بشوند. ترک‌ها در این روش ممکن است به دو صورت طولی یا عرضی ظاهر شوند که به ترتیب با افزایش دمای مذاب و کاهش سرعت سرد شدن از این عیوب جلوگیری نمود. نیامد کردن هم در مواردی به‌ویژه در روش سانتریفیوژ ممکن است رخ بدهد که می‌توان آن را با افزایش سیالیت، افزایش دمای ذوب و ایجاد سرعت دوران یکنواخت این مشکل را برطرف نمود.